# Kováts Kriszta
Kováts Kriszta (Budapest, 1957. május 7. –) Jászai Mari-díjas magyar színésznő, énekesnő, rendező, rádiós műsorvezető.

Bege Nóra felvétele

## Magánélete
Szülei: Kováts Emil (villamosmérnök) és Menczer Veronika (műszaki rajzoló), nővére Kováts Dóra hegedűs, a Kolinda együttes tagja. Férje Fábri Péter író, dalszövegíró, lánya Fábri Flóra csembalóművész.

## Életpályája
Már gyerekkora óta énekel és zenél, a Magyar Rádió Gyermekkórusával bejárta a világot, miközben zongorázni tanult, és karvezetőnek és színésznek készült egyszerre. Gimnazistaként több szavalóversenyt és Kazinczy-díjat is nyert. A Fazekas Gimnázium elvégzése után 1975-1979 között a Színház- és Filmművészeti Főiskola hallgatója volt Horvai István és Kapás Dezső prózai osztályában, ahol az évfolyamon tízen végeztek (többek között Pap Vera, Gáspár Sándor, Bán János és Frajt Edit) . Emlékezetes vizsgájuk a Horvai István rendezte Csehov: Platonov (Szofja, Grekova) és Brecht: Baál (Sophie) Valló Péter rendezésében. 1979-1980 között a Pécsi Nemzeti Színház tagja volt. 1980-1982 között a győri Kisfaludy Színházban szerepelt. Közben Miklós Tibor szövegíróval  és Várkonyi Mátyás zeneszerzővel találkozott: az ő főszereplésével mutatják be az Evita (Webber-Rice) rockoperát a a Margitszigeti Kertmoziban (1980). Ennek címszereplőjeként robbant be a köztudatba. A Katona Imre által rendezett magyarországi bemutató volt az első rockopera Magyarországon.
Két év múlva hivatalosan is megalakult a Rock Színház amelynek alapító tagja volt. 1987-88-ban a színházzal Németországban, Svájcban és Ausztriában turnézott az Evitával, ahol németül énekelte a címszerepet. 1980-1982 között a győri Kisfaludy Színházban játszott ahol az Örvényben című musical (Várkonyi-Miklós) főszerepét játszotta. Közben a legtöbb külföldi rockopera főszerepét is eljátszotta az épület nélküli Rock Színházban vagy más nyári produkciókban (többek között Jézus Krisztus Szupersztár, West Side Story, Nyomorultak). Több szerző (Szörényi, Kocsák, Kemény, Várkonyi, Gallai, Fábri) kifejezetten rá írt szerepet.
1988-1990 között a Madách Színház színésze volt, ahol Grizabella (Webber-Elliot: Macskák) volt a legfontosabb szerepe. 1990-1995 között szabadúszó, utána 1995-1999 között a Veszprémi Petőfi Színház tagja volt, majd egy évig a debreceni Csokonai Színházban játszott. 2000-től ismét szabadúszó volt. Saját klubja volt a Kovátsműhely Klub (Komédium 2001-2005) ahol azonos nevű zenekarával a magyar könnyűzenei élet számos szerzőjét látta vendégül. Ezt a Kovátsműhely című, neki írt dalok albumával zárta le.
A 2014-ben bemutatott Mamma Mia! főszereplőjeként (Donna) tért vissza a Madách Színházba. Ezt a szerepet a magyarországi bemutatón a Szegedi Szabadtéri Színpadon ő játszotta először, majd nyolc éven át több, mint százötvenszer a Madách Színházban és Szegeden. 2022 óta a Liliom Teátrum Öreglányok c. produkciójában játszik (Dalma) a RAM-ban és vidéken.
Énekesnőként több, mint tíz  önálló albuma jelent meg. Olyan zeneszerzők írtak neki önálló albumokat, mint Gallai Péter, Vedres Csaba, Szirtes Edina Mókus, László Attila és Wolf Péter. Az Arany-óra című koncertjét a Müpában 2008-ban, majd 2016-ban is bemutatták - Szirtes Edina Mókus írt a cappella műveket Arany János balladáira. Szintén Szirtes Edina Mókus írt a Tao Te Kingre is dalokat, ezt is a MÜPA-ban mutatták be együtt.
Állandó szövegírója Fábri Péter, de írt neki dalszöveget Bródy János és Bornai Tibor is. A világzenét játszó Kolinda együttes egyik lemezén is énekelt majd 2014-ben alakította meg újabb zenekarát, a Kováts Kriszta Kvintettet. A Budapest bámészko című CD anyagával az USA-ban is turnézott. Írókkal készített közös könyvet/CD-t és koncertműsort: Nádasdy Ádámmal a Budapest bámészkot,, Nyáry Krisztiánnal a Magyar flódnit és  a Játékok és szerelmeket
- ezeket a Madách Színház műsorára tűzte, ahogyan A híd felé című egyszemélyes szólókoncertjét többször is. 2019-ben Önarcképek címmel a dalaiból életmű koncertet adott a MÜPA-ban. A legutóbbi két albuma a Biblia show (Wolf Péter-Fábri Péter) és a Víz dalok (Szirtes Edina Mókus-Fábri Péter)
Rendezőként 2002 óta dolgozik a Kovátsműhely Produkcióban (pl. Moll Flanders, A világ nagy színháza, A csábító pillangó, A második váratlan szerelem, stb.), valamint a Tivoli Színházban, Miskolcon és Tatabányán.  2008 óta tanít és rendez (pl. Nézzünk bizakodva a jövőbe, Segítség, segítek!, Az üstökös, stb.) a Baltazár Színházban (fogyatékkal élők  professzinális színháza) 
2024-ben önkéntes munkában megrendezte A fából faragott királyfit a Thaiföldi Pattayán.. Saját albumát állította színpadra ősbemutatóként a Baltazár Színházban (Biblia show - 2025).
Műsorvezetőként 2019 óta heti rádióműsora van vasárnaponként a Klubrádióban, Kovátsműhely címmel, 2022-től 2024-ig pedig kéthetente saját tv-műsora volt a Heti TV-ben: Heti Kultúrflódni Kováts Krisztával címmel.

## Színházi munkái

### Színészként
- Illyés Gyula: Homokzsák, avagy nevetni könnyebb... Etel
- Andrew Lloyd Webber: Evita... Éva; Evita
- Kisfaludy Károly: Kisfaludy-játék
- Várkonyi Mátyás: Örvényben... Nasztyona
- Várkonyi Mátyás – Miklós Tibor: Sztárcsinálók... Ulrika
- Arisztophanész: Plutosz (A Gazdagság)... Penia
- Teleki László: Kegyenc... Caustina
- Leonard Bernstein: West Side Story... Maria
- Lloyd Webber: Macskák... Grizabella
- Várkonyi Mátyás: Farkasok
- Kocsák Tibor – Kemény: A krónikás... Eszter
- Várkonyi Mátyás – Béres Attila A bábjátékos... Malvina
- Galt MacDermot: Hair... Mama
- Lloyd Webber: Jézus Krisztus szupersztár... Mária Magdolna
- Schönberg: A nyomorultak... Fantine
- Kormorán: A költő visszatér... Györgyfalvi Zsuzsanna kisasszony
- Szörényi Levente: István, a király... Gizella; Sarolt[15]
- Békés József – Heilig Gábor – Horváth Attila: Császárok... Ciska
- William Shakespeare: Szentivánéji álom... Hippolyta
- Gallai Péter – Fábri Péter: Kolumbusz... Izabella
- Szörényi Levente: Atilla – Isten kardja... Krimhilda
- Alekszandr Szergejevics Puskin: Don Juan kő-vendége... Donna Anna; Laura
- Mastrosimone: Az erőszak határai... Terry
- Déry Tibor – Pós Sándor – Presser Gábor – Adamis Anna: Képzelt riport egy amerikai popfesztiválról... Eszter
- William Shakespeare: Vízkereszt, vagy amit akartok... Olivia
- Lewis Carroll: Alice Csodaországban... Alice
- William Somerset Maugham: Csodálatos vagy, Júlia... Zina
- William Shakespeare: Hamlet... Gertrud
- Szörényi Levente: Veled, Uram!... Gizella
- Karinthy Ferenc: Dunakanyar... Kávéfőzőnő
- Daniel Defoe: Moll Flanders, a szépséges tolvajnő... Anya
- Pedro Calderón de la Barca: A világ nagy színháza – A Kegyelem törvénye; Egy Hang
- Bertolt Brecht: Kurázsi Mama és gyermekei... Yvette Pottier
- Laing: Tényleg szeretsz?... Jill
- Szophoklész: Antigoné-tükör... A kar tagja
- John Kander – Fred Ebb: Chicago... Morton Mama
- Ruzante: A csábító pillangó... Dalnő
- Lionel Bart: Olivér!... Mrs. Corney
- Vörös István: Az ördögszáj... Borbála
- Petőfi Sándor: A helység kalapácsa
- Marivaux: A 2. váratlan szerelem... Zenész
- Várkonyi Mátyás – Béres Attila: Mata Hari... Clara Bendix
- Catherine Johnson: Mamma Mia... Donna Sheridan
- Örkény István: Nézzünk bizakodva a jövőbe!... Angéla
- Vajda Anikó – Fábri Péter: Anconai szerelmesek... Agnese
- Csík Csaba: Öreglányok... Dalma

### Rendezőként
- Carroll: Alice Csodaországban (2002, 2004)
- Defoe: A szépséges tolvajnő (2003)
- Calderón de la Barca: A világ nagy színháza (2004)
- Laing: Tényleg szeretsz? (2006)
- Szophoklész: Antigoné-tükör (2006)
- Ruzante: A csábító pillangó (2008)
- Arany-óra (2008)
- Vörös István: Padlizsán és Paprika (2009)
- Vörös István: Az ördögszáj (2010)
- Tao Te King (2011)
- Petőfi Sándor: A helység kalapácsa (2011)
- Marivaux: A 2. váratlan szerelem (2012)
- Örkény István: Nézzünk bizakodva a jövőbe (2016), Baltazár Színház
- Vörös István: Az üstökös (2018), Baltazár Színház
- Vörös István: A világot tartó oszlopok (közös rendezés) (2021), Baltazár Színház
- Vörös István: Segítség, segítek! (2022), Baltazár Színház
- Wolf Péter-Fábri Péter: Sommerreise, A Reckless Requiem (ősbemutató – Liszt Ünnep) (2023), Zeneakadémia
- Bartók-Balázs: A fából faragott királyfi (2024), Thaiföld, Pattaya, Alcazar Theatre
- Wolf Péter - Fábri Péter: Maddalena & Lorenzo (2024), Óbudai társaskör
- Wolf Péter - Fábri Péter: Biblia show (2025), Baltazár Színház

## Filmjei

### Tévéfilmek
- A tenger 1-6. (1982)
- Az ibolya (1986)
- Nyolc évszak (1987) (filmzene)
- Julianus barát 1-3. (1991)
- Atilla, Isten kardja (1998)

## Lemezei
- Ringlispil (Gallai-Fábri) Pepita SLPM 37017 (1986)[16]
- Suhanó dal (Gallai-Fábri) Hungaroton SLPX 14113 (1988)[17]
- My Bonnie - világsláger népdalok 1. E & E (1990)
- Szennyes az Óperencia (Victor-Fábri) (1991)
- Névjegy - válogatás Gong HCD 37726 (1991)[18]
- Titkosírás (Vedres-Fábri) Gong HCD 37776 (1994)[19]
- Kettőspont (Gallai-Fábri) Valdemar VPICD-002 (1999)
- Alice Csodaországban (Caroll-Gallai-Fábri) MI-5 ALI.001 (1999)
- Kolinda - Elfelejtett istenek (Dabasi Péter) Pan PAN 178 (2000)
- A Felkelő Nap Háza - világsláger népdalok 1. Hungaroton HCD 71130 (2003)[20]
- Kovátsműhely Etnofon E-CD 084 (2005)
- Arany-óra (Szirtes-Arany) Gryllus GCD 076 (2008)
- Budapest bámészko (Gallai,Vedres,Wolf-Fábri) Kossuth (2014, 2023)[21]
- Játékok és szerelmek (Schneider-Csuhaj-Barna-Fábri) (2017)
- Álomfejtés (Szirtes-Fábri) (2018)[22]
- Zenemozi (László-Fábri) (2019)[23]
- Biblia show (Wolf-Fábri) (2020)[24]
- A híd felé (szólókoncert) (2022)[25]
- Víz-dalok (Szirtes-Fábri) (2024)[26]

### Másokkal közös lemezek
- Sztárcsinálók Pepita SLPX 17702 Keresztmetszet (1982)
- A krónikás Bravo SLPM 17904-905 (1985)
- Evita Favorit SLPM 17903 Keresztmetszet (1986)
- Nyomorultak Radioton SLPX 14111 (1988)
- Szennyes az Óperencia Varietas MK 1991/003 (1991)
- Kolumbusz, az őrült spanyol Hungaroton - Gong HCD 37713 (1993)
- Attila, Isten kardja Mega HCD 37783 (1994)
- Képzelt riport egy amerikai popfesztiválról Petőfi VPSZ-01 (1995)
- Veled, Uram! Zikkurat ZC009-10 (2000)

## Díjai, elismerései
- Jászai Mari-díj (1987)
- Supraphon különdíj (Pozsonyi Lyra Fesztivál) (1988)
- Artisjus-díj (2000, 2006)
- Pro Artis Erzsébetváros (2020)[27]